# ロート (市)
ロート (ドイツ語: Roth, ドイツ語発音: [roːt]) は、ドイツ連邦共和国バイエルン州ミッテルフランケン、ロート郡の郡庁所在地。この街は、ニュルンベルク大都市圏に含まれ、同時にフランケン湖水地方に位置する。

## 地理

### 位置
ロートは、ミッテルフランケンのコイパー盆地、ロート川、レドニッツ川およびアウラハ川の合流点に位置する。

### 市の構成
本市は、公式には30の地区 (Ort) からなる。このうち小集落や孤立農場などを除く集落を以下に列記する。
| - バルンスドルフ - ベルムブラハ - ベルンローエ - ビルカハ - エッカースミューレン - アイヒェルブルク - ハイムプファルリヒ - ハルラッハ | - ホイビュール - ホーフシュテッテン - キリアンスドルフ - メッケンローエ - オベーレ・グラスシュライフェ - オーバーシュタインバッハ・アン・デア・ハイデ - プファッフェンホーフェン | - プルパハ - ロート - ロートアウラハ - ウンターヘッケンホーフェン - ウンターシュタインバッハ・アン・デア・ハイデ - ヴァラースバッハ - ヴァレザウ |

## 歴史
ロートは、1060年、司教グンデカール2世による教会の献堂式の際の記載が文献に現れる初めである。マルクト広場は12世紀の計画的な市場の開設時に設けられた。14世紀中頃からロートは都市権を得た。
ロートが経済的な役割を担うようになるはるか以前、その名は、皇帝および帝国の有名な保護地としてフランケンに限らず、広く知られていた。ここでは、故意でなく罪を犯した者や重大な罪のない者は皆、その裁判において自らの権力を行使するための保護者を見いだすことができた。
1535年から、ブランデンブルク＝アンスバッハ辺境伯は、市の南西部にラーティボル城という狩りの城館と辺境伯領の地方行政機構所在地を兼ねた城を建設し始めた。辺境伯家は、ホーエンツォレルン家の分流で、その紋章である黒と銀の市松模様の四分割は、「R」の文字をその左上に添えて、現在の市の紋章にもなっている。辺境伯時代、特に18世紀は、多くの建築物の遺構を遺している。
1791年に最後の辺境伯が辞任すると、この侯領は、プロイセンの管理下に置かれた。その後、1806年、新たに興ったバイエルン王国に編入された。
1800年直前、企業家であるシュティーバーへの城の売却で、ロートの工業化が始まった。シュティーバーは "Leonische Waren" を興し、本物の金糸や銀糸を用いた加工を行った。1849年に鉄道が敷設されると、この都市の有利な地理的条件のおかげで、ロートの伝統産業は大いに興隆した。20世紀の初め、ロートは "industriereichste Kleinstadt Bayerns"（バイエルンの工業化した小都市）という肩書きを用いていた。
第二次世界大戦後、この都市は、伝統産業を経済基盤として再び発展を遂げた。（人口で言えば、1960年 10,000人、現在は 26,000人である。）1972年には、ロート郡の郡庁所在地となり、連邦軍の駐屯地となっている。また、フランケン湖水地方に位置する、その魅力が再認識されつつある。

## 交通
ロート駅は、ニュルンベルクSバーン3号線の終着駅である。ニュルンベルク中央駅までは、Sバーンで29分、レギオナルエキスプレスを使えば、20分である。南へは、ミュンヘン行きのレギオナルエキスプレスが、アウクスブルク経由またはインゴルシュタット経由で走っている。
ロート駅は、また、地元の人から"Gredl"（グレードル）と呼ばれる鉄道ロート - ヒルポルトシュタイン線の始発駅でもある。

## 文化と見所

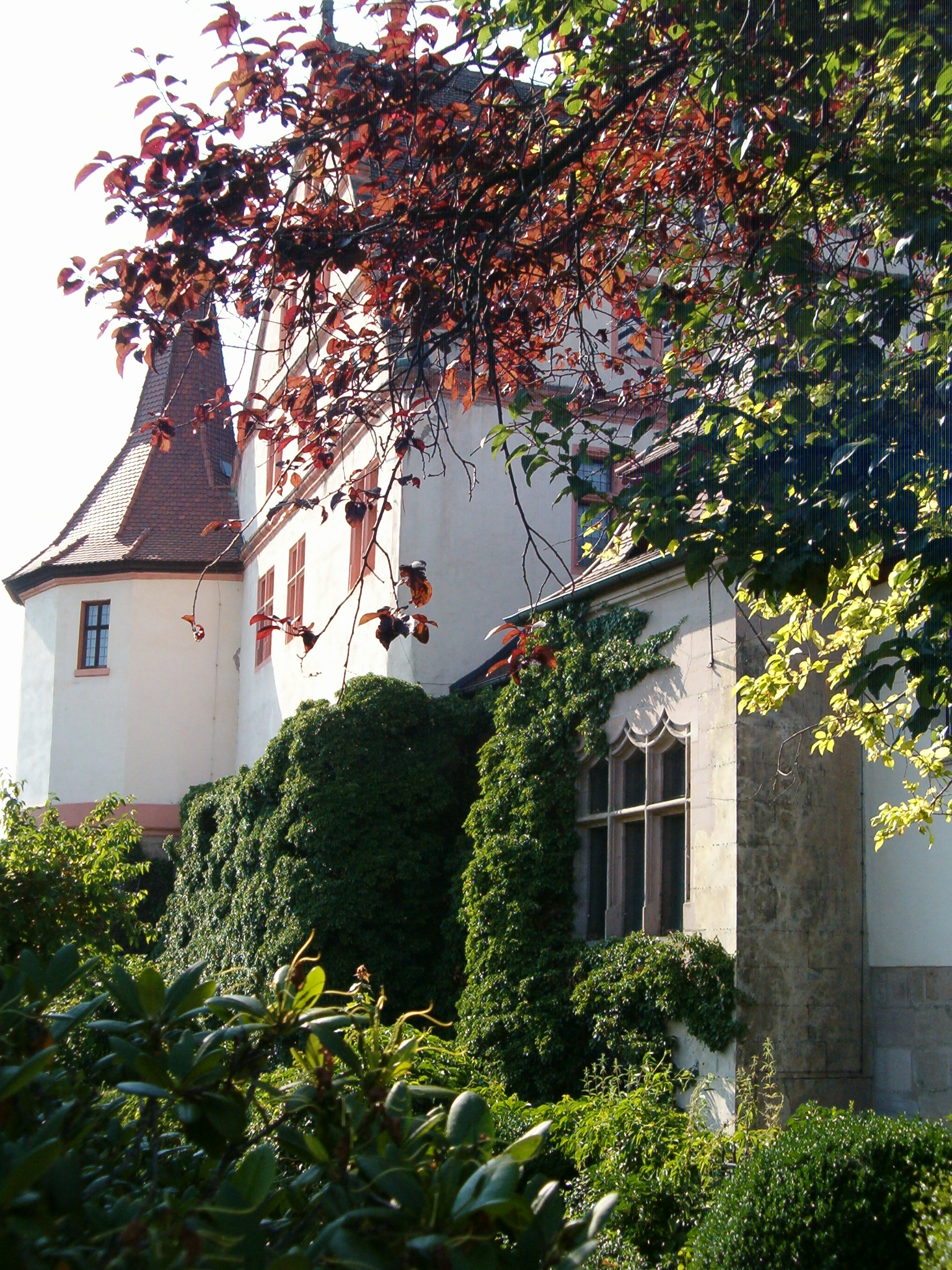
ラーティボール城

辺境伯の城ラーティボール城
1535年から1538年に、ブランデンブルク＝アンスバッハ辺境伯ゲオルク利得伯により建造された。建築費用は、辺境伯のオーバーシュレージエンの領土であるオペルン（現チェコ領オポーレ）、イェーゲルンドルフ（同クルノフ）およびラーティボル（現ポーランド領ラチブシュ）が負担した。このため、この城は、「ラーティボル・アン・デア・レツェット」城と呼ばれる。
プロテスタントの市教会
中世風のマルクト広場から少し離れた高台の上に建つこの教会は、高くそびえる塔がこの都市の旧市街を象徴する建造物となっている。14世紀に建造され、その後何度（1511年、1732-1738年、1882-1885年）も改築された。宗教改革の時代、1529年にプロテスタントの教会となった。
カトリックの教区教会
リッフェルマッハ邸
ゼッケンドルフの小城

## 年中行事

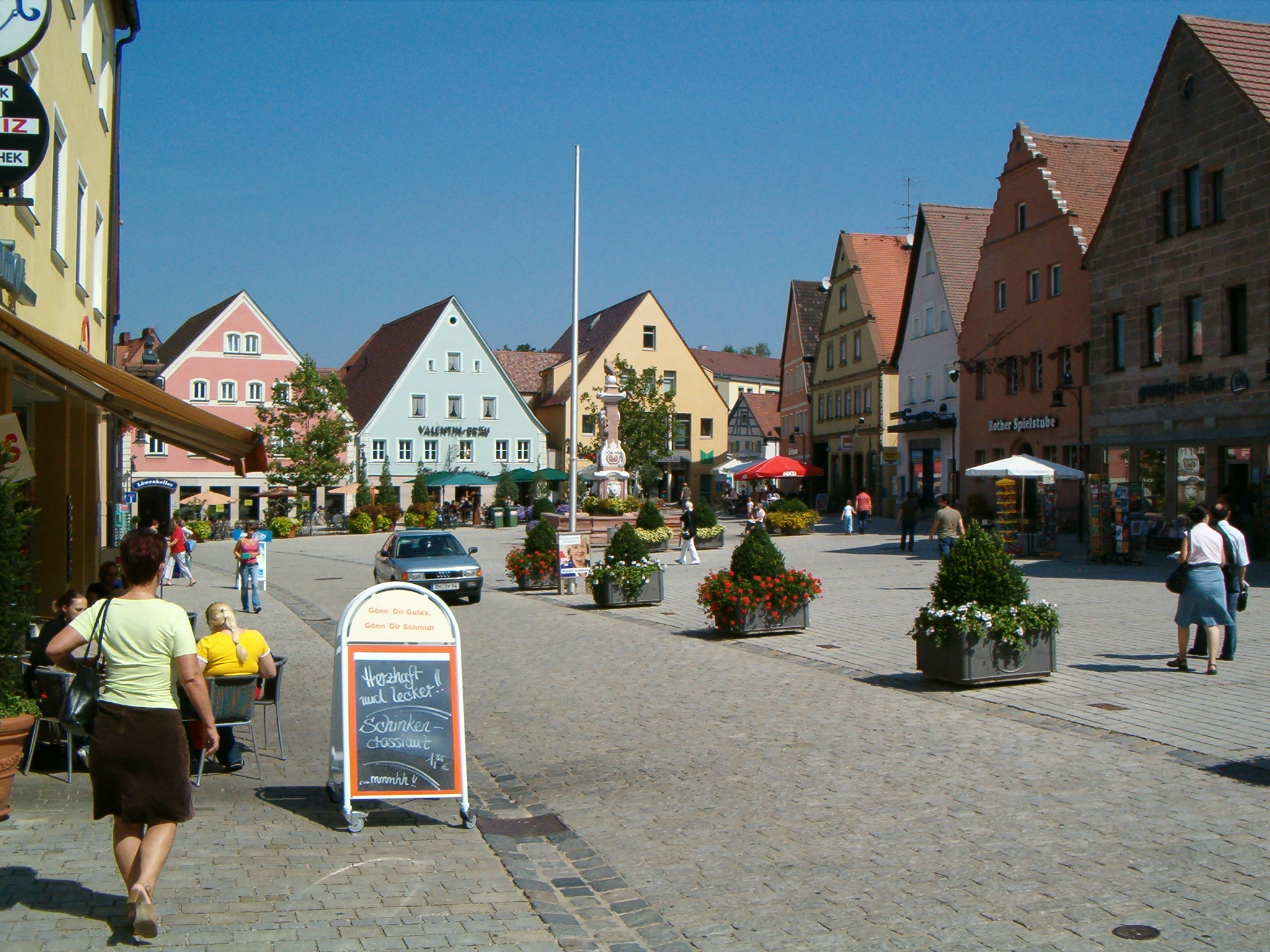
ロートのマルクト広場

- キリスト昇天の祝日の週: ロート博物館の夕べ
- 4月の初旬から中旬: ロート・ブルエシュターゲ（ブルースの日）
- 6月の最終週末: ロート湖トライアスロン "Quelle Challenge Roth"
- 7月の第2週末: 郡内、芸術文化のサマーフェスト
- 7月の第3週末: ビーチ・トライアスロン
- 8月の第2週末: ロートの教会祭
- 9月の第2週末: ロート旧市街祭

## 友好都市
- ラチブシュ（ポーランド）
- レーゲン（ドイツ、バイエルン州）
- オパヴァ（チェコ）

## 人物
- エドゥアルト・ルプレヒト (Eduard Rupprecht, 1837-1907) ルター派の牧師で護教学の文筆家。1870年代にヴァレザウの教会に務めた。

### 出身者
- ヨハン・マティアス・ゲシュナー (Johann Matthias Gesner, 1691-1761) 教育者、古典文献学家、司書。
- アントン・ザイツ (Anton Seitz, 1829-1900) 画家。カール・シュピッツヴェークと交流があった。
- ハイニ・ミュラー (Heini "Heiner" Müller, 1934- ) サッカー選手。
- マンフレート・ヴァイス (Manfred Weiß, 1944- ) 政治家

## 引用
1. ↑  https://www.statistikdaten.bayern.de/genesis/online?operation=result&code=12411-003r&leerzeilen=false&language=de Genesis-Online-Datenbank des Bayerischen Landesamtes für Statistik Tabelle 12411-003r Fortschreibung des Bevölkerungsstandes: Gemeinden, Stichtag (Einwohnerzahlen auf Grundlage des Zensus 2011)
2. ↑  Max Mangold, ed (2005). Duden, Aussprachewörterbuch (6 ed.). Dudenverl. p. 686. ISBN 978-3-411-04066-7
3. ↑  Bayerische Landesbibliothek Online